# أحمد إبراهيم خلف
أحمد إبراهيم خلف (مواليد 25 فبراير 1992) هو لاعب كرة قدم عراقي من محافظة نينوى يلعب لمنتخب العراق لكرة القدم كمدافع.

## إحصائيات

### الاهداف الدولية مع المنتخب
| #  | التاريخ             | المكان                          | الخصم                       | عدد الاهدف | النتيجة | المناسبة          |
| -- | ------------------- | ------------------------------- | --------------------------- | ---------- | ------- | ----------------- |
| 1. | 28 آذار 2015        | ملعب آل راشد، دبي               | جمهورية الكونغو الديمقراطية | 1–0        | 2–1     | ودية              |
| 2. | 5 تشرين الأول 2017  | ملعب جذع النخلة، البصرة         | كينيا                       | 2–0        | 2–1     | ودية              |
| 3. | 24 كانون الأول 2018 | ملعب حمد الكبير، الدوحة         | الصين                       | 1–0        | 2–1     | ودية              |
| 4. | 15 تشرين الأول 2019 | ملعب بنوم بن الأولمبي، بنوم بنه | كمبوديا                     | 4–0        | 4–0     | تصفيات كأس العالم |
| 5. | 18 آذار 2022        | ملعب المدينة الدولي، بغداد      | زامبيا                      | 2–0        | 3–1     | ودية              |

## روابط خارجية
- أحمد إبراهيم خلف على موقع قاعدة بيانات كرة القدم.إي يو (الإنجليزية)
- أحمد إبراهيم خلف على موقع ناشيونال فوتبول تيمز (الإنجليزية)
- أحمد إبراهيم خلف على موقع عالم كرة القدم.نت (الإنجليزية)
- أحمد إبراهيم خلف على موقع كووورة
- أحمد إبراهيم خلف على موقع أوليمبيديا (الإنجليزية)